# Màlik Aixraf
Màlik Aixraf (persa: ملک اشرف) (mort el 1357) fou un príncep cobànida, fill de Timurtaix Coban, i darrer sobirà de la família.
Màlik Aixraf es va distingir al servei del seu germà Hasan Kücük després del 1335; enviat contra l'exèrcit dirigit pel kan ilkhànida Togha Timur, procedent del Khurasan i que tenia el suport dels djalayàrides, el va aconseguir aturar (1339).
El 1340 el sobirà cobànida Hasan Kücük va dominar a Siraz mercès al suport del muzaffàrida Mubariz al-Din Muhammad (al que va cedir Kirman) i va cedir Esfahan (1340) a Abu Iixak Djamal al-Din (príncep de la dinastia indjúida); xams al-Din Muhammad, germà de l'anterior, que havia compartit el govern del Fars amb el cobànida Pir Husayn el 1339 havia estat assassinat i els indjúides havien jurat venjança. El conqueridor de Siraz, cosí del cobànida, de nom Pir Husayn, fill de l'antic virrei cobànida de Geòrgia Xaikh Mahmud (1319-1327), fou nomenat governador de Fars.
Togha Timur, el kan ilkhànida, va enviar al seu germà Amir Saikh Ali Kawun a envair Iraq, i el governador de la regió, el cobànida Surgan, va fer aliança amb l'invasor i junts van atacar als cobànides però foren derrotats per Màlik Aixraf (germà de Kücük) a la segona meitat de 1341. Surgan fou fet presoner.
Abu Ixak d'Esfahan es va aliar al seu germà Djalal al-Din Masud xah, pretendent del Fars, i amb membres dissidents de la família cobànida, conspirant per recuperar Fars (i per venjar la mort del seu germà Amir Muhammad que havia estat executat pel cobànida Pir Husayn); el seu aliat cobànida fou precisament Màlik Aixraf ibn Timurtax ibn Coban, que era cosí del governador cobànida de Siraz Pir Husayn, i germà del cobànida governant a Tabriz, Hasan Kücük. Reunits els aliats a Esfahan el 1342 van derrotar a Pir Husayn que al no estar segur de les lleialtats amb les que podia comptar entre els feudataris a Fars i Yadz, va fugir cap a Tabriz on el seu cosí Hasan Kücük el va fer matar (1342). Mentre Djalal al-Din Masud xah Indju, amb el suport d'un comandant i príncep cobànida de nom Yaghi Basti (que era l'oncle de Màlik Aixraf ibn Timurtax i també oncle de Hasan Kücük de Tabriz) i el suport del dissident Màlik Aixraf, reunits a Bagdad, van avançar cap a Siraz que va quedar finalment en poder de Màlik Aixraf.
Però Kücük va aconseguir fer expulsar a Aixraf, per mitjà d'Abu Ixak d'Esfahan que va anar a la ciutat de Siraz i va fer fugir al fins llavors aliat Aixraf cap a Geòrgia; llavors es van presentar Djalal al-Din Masud Xah (germà d'Abu Ixak i governant de part de Fars) i Yaghi Basti, i Abu Ixak va renunciar a governar Siraz i es va retirar cap a Xabankara, a l'est de Siraz, deixant el poder a Masud Xah. Aquesta retirada es devia principalment al fet que Masud Xah era més popular a Siraz que Abu Ixak (Masud havia governat abans a Siraz durant algunes temporades i era considerat el legítim successor del seu pare Xaraf al-Din Mahmud Xah) i a més a més ara tenia el suport dels cobànides dissidents.
Només unes setmanes després Yaghi Basti va fer matar Djalal al-Din Masud Xah que nominalment era el seu superior. Va esclatar una revolta popular a Siraz que va durar vint dies instigada per Abu Ixak, els homes del qual finalment van dominar la ciutat mercès a l'ajut del cap local de Kazerun, i el general cobànida fou expulsat.
El 1343 Màlik Aixraf es va reunir novament amb Yaghi Basti a Iraq i junts van tornar a Fars atacant Siraz amb el suport del muzaffàrida Muhammad de Yadz. Van conquerir Abarkuh on van massacrar als seus habitants, però abans d'aconseguir el seu objectiu va arribar la notícia de la campanya de Hasan Kücük contra Iraq, i tot seguit de la seva mort, i la campanya al Fars es va abandonar retornant els dos cobànides a Tabriz i Muhammad a Yadz. Abu Ixak es va quedar amb Siraz i Fars (incloent la costa del Golf) a més a més d'Esfahan.
Efectivament al final d'aquest mateix any 15 de desembre de 1343 l'esposa de Kücük, Izzat Malik, el va assassinar segons es creu per temor que es descobrís que li havia estat infidel, en el curs d'una campanya contra Bagdad. No va deixar successor i Màlik Aixraf, Yaghi Basti, i Surgan es van disputar l'herència.
Surgan fou el primer a ser derrotat en batalla. Poc després Yaghi Basti fou assassinat. Finalment Surgan va morir en combat el 1345 i Màlik Aixraf es va erigir en el triomfador. Anuxirwan Adil fou proclamat kan ilkhànida, governant en el seu nom. Mentre Hasan Buzurg el djalayàrida s'havia apoderat de Bagdad, i Aixraf va enviar per recuperar la ciutat al seu germà Malik Axtar (1347), però la campanya fou desafortunada i els cobànides van tenir greus pèrdues. El 1350 va intentar conquerir Fars però va ser derrotat davant Esfahan, i es va haver d'acontentar en rebre tribut dels indjúides.
El seu govern fou impopular, agreujat amb la pesta bubònica que es va desenvolupar a Pèrsia i va fer desplaçar milers de persones. Finalment el 1357, Djani Beg, kan de l'Horda d'Or, va envair els seus dominis, i encara que Màlik Aixraf va fugir va ser capturat, portat a Tabriz i penjat, davant l'alegria de la població. Djani Beg, al sortir del país, es va emportar a la seva mare i als seus fills.
Un fill, TimurtaX ibn Hasan, va intentar seguir la lluita però va morir el 1360 en combat contra el djalayàrida Uways, successor de Hasan Buzurg. La seva filla Sultanbakth és esmentada al mateix temps a Siraz però després desaparegué de la historia.